# 陈挺
陈挺（1911年—2005年），原名陈顺书，男，福建福安人，中华人民共和国军事人物，中国人民解放军少将。